# 松内インターチェンジ
松内インターチェンジ（ソンネインターチェンジ）は大韓民国京畿道富川市にある首都圏第一循環高速道路のインターチェンジである。

## 歴史
- 1998年7月24日 - 開設

## 周辺
- 仁川広域市方面
- ムネミ路

## 隣
首都圏第一循環高速道路
(24) 中洞IC - (25) 松内IC - (26) 長寿IC